# Douillet
Douillet település Franciaországban, Sarthe megyében. Lakosainak száma 318 fő (2022. január 1.). Douillet Sougé-le-Ganelon, Assé-le-Boisne, Montreuil-le-Chétif, Mont-Saint-Jean, Saint-Aubin-de-Locquenay és Saint-Georges-le-Gaultier községekkel határos.

## Népesség
A település népességének változása:
| Lakosok száma | 336  | 337  | 346  | 328  | 324  | 322  | 319  | 317  | 318  |
|               | 2013 | 2015 | 2016 | 2017 | 2018 | 2019 | 2020 | 2021 | 2022 |